# Szenes Fülöp
Szenes Fülöp, eredeti neve Stern Lipót (Törökszentmiklós, 1863. május 3. – Budapest, Erzsébetváros, 1944. november 28.) magyar festőművész.

## Élete
Stern Lázár Rudolf pincemester és Weinberger Mária fia. 1897 és 1901 között a Mintarajziskolán tanult, Székely Bertalan és Lotz Károly tanítványa volt. Benczúr Gyula mesteriskolájában, Münchenben, Párizsban, Nagybányán is művészeti tanulmányokat folytatott.
Életképeket és főként arcképeket festett. 1905-ben tartotta első gyűjteményes kiállítását a Nemzeti Szalonban. 1907-ben tizenöt képével Párizsban mutatkozott be egy magánszalonban. A Nemzeti Szalon 1909. évi téli tárlatán egy női arcképét aranyéremmel jutalmazták. Párizsi tanulmányútja után műtermet nyitott Olaszországban, ahol 15 éven át tartózkodott. Külföldön és hazatérése után is elsősorban arcképfestő maradt. 1917-ben a Műterem Szalonban, 1927-ben a Nemzeti Szalonban volt újabb gyűjteményes kiállítása. Az 1930-as években hosszabb ideig Nagyváradon élt.
Az ún. első zsidótörvény után rendezett 1939. évi OMIKE képzőművészeti kiállítás ismertetője a kiállító zsidó művészek között említette. 1940-ben és 1943-ban is részt vett az OMIKE kiállításain. 1944-ben a betegségében őt ápoló egyetlen lányát, Adélt deportálták. Az idős művész valószínűleg éhen halt 1944. november 28-án ismeretlen időpontban, S. Nagy Katalin szerint a budapesti gettóban.
A nagybányai iskola híve, a „plein air” festészet művelője volt. Egy visszaemlékezésben „egészen nagy formátumú művész”-ként említik, aki végig „kitartott századfordulói stílusánál. Mester volt, de nem mesteremberi értelemben. A tökélyt kereste.”
Neje Deutsch Regina (1862–1940) volt, Deutsch Adolf óbudai kékfestő és Deutsch Erzsébet lánya, akit 1889. szeptember 3-án Budapesten vett nőül.

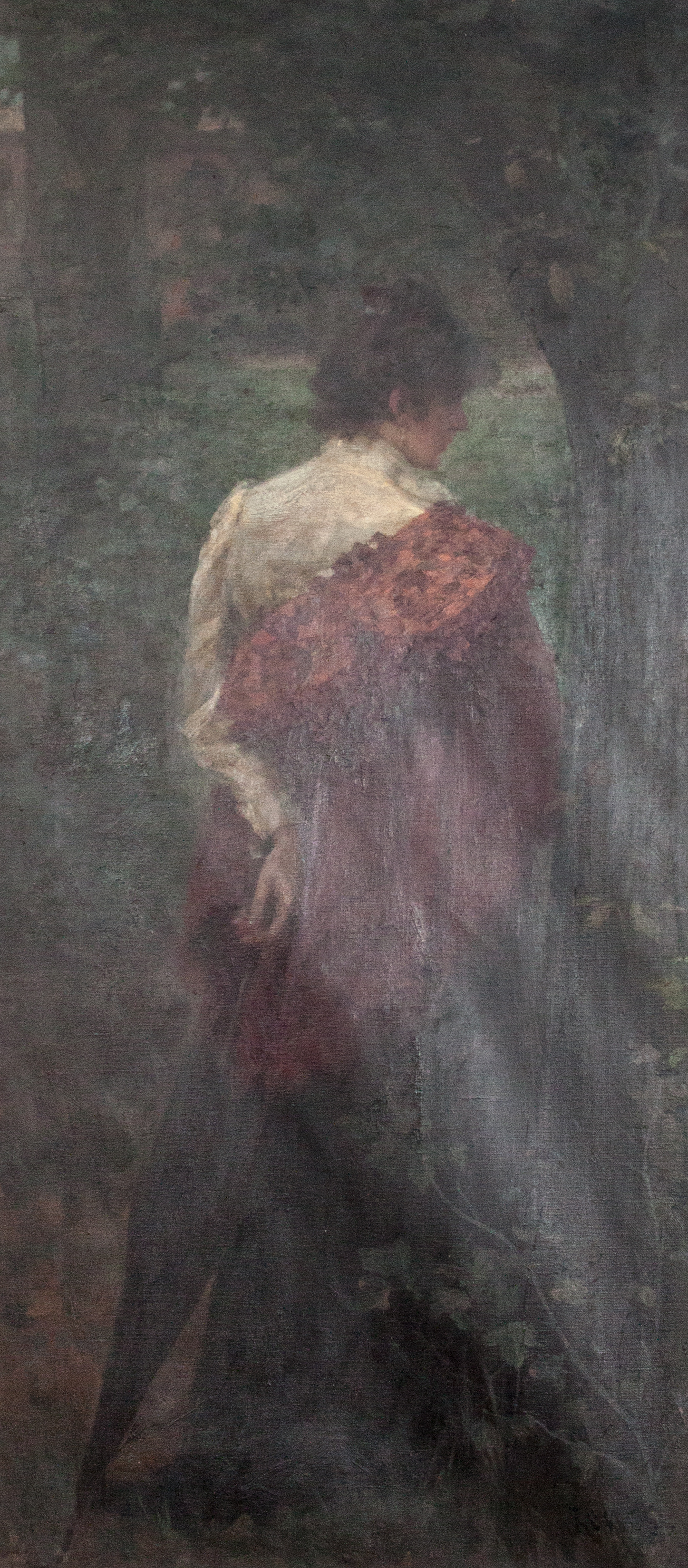
Várakozás